# Dĩ An (thị xã)
Dĩ An is een stad (thị xã) in de Vietnamese provincie Bình Dương. De stad ligt in het zuiden van de provincie en grenst daar aan Ho Chi Minhstad en Đồng Nai. Bij de volkstelling van 2019 had Dĩ An474.681 Inwoners.
Door de aanwezigheid van de Nationale weg 1A, Nationale weg 16 en Nationale weg 52 ligt het in een toegangspoort naar de noordelijke provincies van Vietnam.
Dĩ An werd bij een decreet 58/1999/NĐ-CP op 23 juli 1999 opgericht. Bij resolutie 04/NQ-CP werd het op 11 januari 2011 verheven tot thị xã, daarvoor was het een district. De thị xã kent zeven phường:
- Dĩ An
- An Bình
- Bình An
- Bình Thắng
- Đông Hòa
- Tân Bình
- Tân Đông Hiệp

## Geografische ligging
Dĩ An ligt in een economisch groeiende regio. Om hiervan ook te profiteren, heeft Dĩ An een vijftal industrieterreinen aangelegd. Het ligt ook aan de Spoorlijn Hanoi - Ho Chi Minhstad. De treinen en wagons voor onder andere deze spoorlijn worden in Dĩ An gefabriceerd en gerepareerd.